# 윤치왕
윤치왕(尹致旺, 1895년 2월 17일 ~1982년 12월 21일)은 일제 강점기의 산부인과 및 외과 의사이자 의학자 겸 의학 교육자이며 대한민국의 산부인과 의사 겸 군의관이다.

## 이력
1927년 - 1944년 세브란스 의전 교수, 1938년 - 1939년 제2대 세브란스 병원 원장, 제1대·2대 대한산부인과학회 회장 등을 지냈다. 지난날 1940년대에 창씨개명하였고, 한때 수산업과 광업에도 손을 댔다가 사기꾼들의 계략에 파산하기도 했다.
일제강점기에 영국과 일본에 유학 후 의사로 활동하다가 해방뒤에는 서울대 의대 교수 겸 서울대학교 병원 제2병원 원장, 한국중앙의사회와 대한산부인과학회의 창설에 참여하였다. 1948년 정부 수립 이후 육군 중령으로 임관하여 군의관으로 복무했고, 육군본부 군의무감으로 재직 중 한국 전쟁에 참전하였다. 한국 전쟁 기간 중 의학생을 군의관으로 받아들여 의료지원을 했고, 마취학의 보급에도 기여했다. 이후 육군군의학교 교장, 육군병원기지사령관 등으로 군의관 양성에 치중하였고 육군 경남지구 위수사령관, 육군 제2관구사령관 등을 지냈다. 1960년 3월 8일 예비역 육군 소장으로 정년 퇴역 후 산부인과 의사와 사회기관단체에서 활동했다.
조선 한성부 종로방 전동 82번지에서 출생하였고 지난날 한때 대한제국 충청남도 아산군에서 잠시 유아기를 보낸 적이 있으며 대한제국 한성부와 일제강점기 평안북도 신의주, 중국 장쑤 성 상하이와 영국 글래스고, 일제강점기 경성부를 거쳐 대한민국 서울특별시에서 거점적으로 거주하였고 1982년 12월 21일 감기 등의 합병증으로 인하여 향년 88세로 병사한 그는 대한제국의 병조판서 윤웅렬(尹雄烈)의 아들로, 어머니는 김정순(金貞淳)이다. 개화파 정치인 겸 기독교운동가 윤치호의 이복 동생이며 윤치창의 친형이다. 제4대 대한민국 대통령을 지낸 윤보선의 5촌 당숙이었다. 자(字)는 성운(聖雲)이고 호는 남포(南圃), 본관은 해평(海平)이다. 한성부 종로방 출신.

## 생애

### 초기 활동

#### 출생과 가계

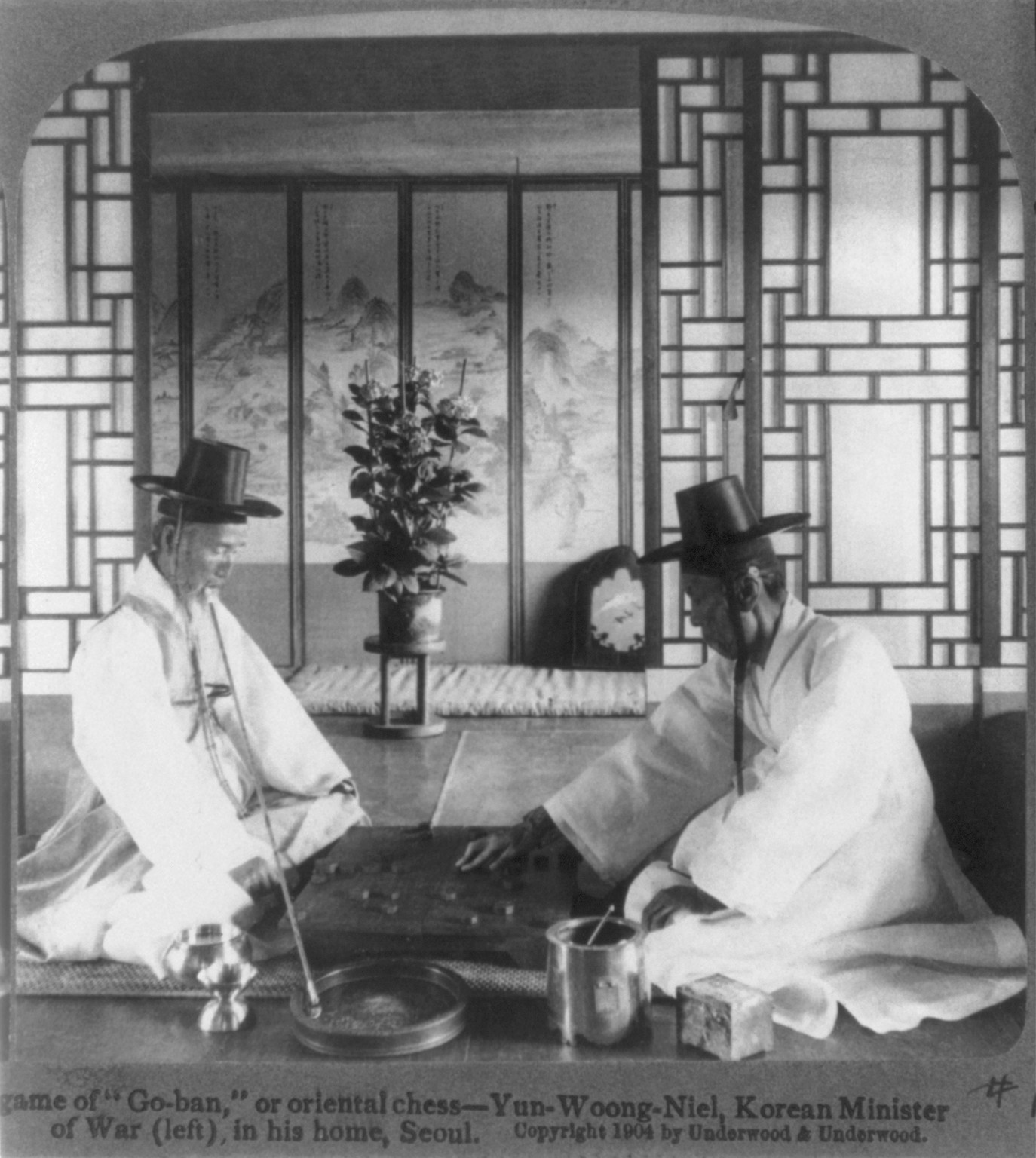
아버지 윤웅렬(왼편 담배 피우는 이)

윤치왕은 1895년(을미) 2월 16일 지금의 서울특별시 종로구 견지동(堅志洞, 전동) 68번지에서 개화파 출신 무장 해평 윤씨 윤웅렬(尹雄烈)과 소실인 김정순(金貞淳)사이에서 차남으로 출생했다. 그가 태어난 견지동은 조선시대 삼의사 중 하나였던 전의감이 있었기에 흔히 전동이라 불리었다.
일설에는 그가 1894년 2월 생이라는 견해도 있다. 자는 성운이고 호는 남포이다. 그가 태어날 당시 아버지의 두번째 부인 전주이씨 이정무 소생 30세 연상인 개화운동가 윤치호는 그의 이복 형이었고, 이복 누나 윤경희도 있었다. 또한 아버지의 본부인 전주이씨 소생의 이복 누나도 1명 있었다. 그리고 그가 태어난지 1년 뒤 이복 형 윤치호의 아들이자 이복 조카인 윤영선(尹永善)이 태어났다.
윤치왕과 윤치창의 어머니 김정순(金貞淳)은 아버지 윤웅렬의 소실로, 그 존재는 알려지지 않았다. 한동안 윤치호, 윤보선 등의 관련 자료에 윤치왕의 어머니는 전주이씨로 알려졌으나, 소년시절부터 교류했으며, 외과의사이자 여성 의사들을 양성한 정구충(鄭求忠)이 1985년 펴낸 저서 한국 의학의 개척자들 윤치왕 편에서 아버지 윤웅렬과 어머니 김정순의 둘째 아들로 태어났다고 언급하면서 알려졌다.
그의 집안은 조선 선조(宣祖) 때의 형제 정승 윤두수·윤근수 형제의 후손으로 윤두수의 둘째 아들이며 예조판서를 지낸 윤흔(尹昕)의 후손이었다. 윤두수의 장남 윤방의 11대손인 순종비 순명효황후의 친정인 윤덕영·윤택영 일가와는 먼 일족이었다. 그의 집안은 18세기 중엽까지 명문 양반가문이었다가 그 뒤 고조부 윤발이 관직에 오르지 못하여 향반(鄕班)으로 몰락하였고 경기도 수원에 살았다.
고조부의 넷째 아들이던 증조부 윤득실은 생전 관직이 통덕랑에 이르렀지만 일찍 요절하였다. 윤득실의 대에 충청도 천안으로 이사하였다.
증조부의 셋째 아들인 할아버지 윤취동은 분가하여 천안에서 충청남도 아산에 자리잡았는데, 취동이 지중추부사에 올랐고, 취동의 아들인 아버지 윤웅렬, 삼촌 윤영렬이 무관으로 정2품 반열까지 오르면서 가세를 일으켰다. 그가 태어날 무렵 이복형인 윤치호는 개화파 지도자로 활동하고 있었다.

#### 유년기와 소년기

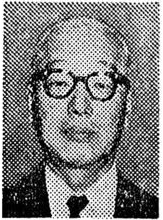
친동생 윤치창

윤치왕은 소년기에 한학을 배웠다. 그러나 12살이 되던 1906년(광무 9년) 윤치왕은 노령인 아버지 윤웅렬의 뜻에 의해 아버지의 친구 이희덕(李熙悳)의 딸 이모임(李慕姙)과 결혼하였다. 1906년 3월 21일 아버지 윤웅렬은 아들 치왕의 조기 결혼을 결정했다. 이때 아버지 윤웅렬은 동생 윤치창을 이듬해 결혼시키려 했으나, 아직 7살의 어린 아이라며 이복 형 윤치호가 완강히 반대하여 무산되었다. 이는 윤치호일기 1906년 3월 21일자 일기에 등재되었다.
1912년 9월에 장녀 윤선희가 출생하고, 그 뒤에 아들 윤정선, 윤경선이 태어났으나 요절하였다.
1932년 도선, 1934년 훈선, 1936년 연선이 차례로 출생하였다.
윤치왕은 어려서 사택에 있는 서당에서 공부를 하다가 1906년 10월 이복형 윤치호 등이 미국 남감리회의 도움으로 개성에 한영서원(韓英書院)을 설립하자, 한영서원(송도고등학교의 전신)으로 옮겨 공부를 하게 되었다. 초창기의 한영서원은 학교는 소학교+중학교 수준이었지만 영어반이 있었다.
한영서원에서 3년 동안 수학하고 경성 기독교청년회관의 중학교 일본어 과정에 입학하여 1910년(융희 3년) 6월 경성 기독교청년회관 일어후과(日語後科)를 졸업하였다. 1911년 3월 관립 수원농림학교에 입학하였다.

#### 수원농고 재학 시절

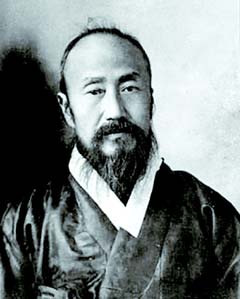
이복 형 윤치호

당시 그는 40명 모집에 4백여 명이 몰려 10대 1이라는 입학 경쟁을 거쳤는데, 모든 학비는 관급이었고 학생에게는 매달 5원을 주었다. 선생은 모두 일본인이었고 3년의 과정을 마치면 판임관으로 채용될 수 있었고, 일본의 고농이나 고상에 입학할 자격도 부여되었다.
수원농림고등학교 재학 중 그는 장면 등을 만나게 된다. 그러나 2학년 재학 중 자퇴하게 된다. 이후 1911년 부친상을 당하였고, 1912년 9월에 장녀 선희(善姬)가 출생하였다. 윤선희는 뒤에 대한민국 정부에서 내무부 장관을 지내는 장석윤과 결혼한다. 사위 장석윤은 1942년 미국 CIA의 전신인 OSS(Office of Stratege Services, 정보전략처) 대원이 되어 종전 때까지 인디아, 부르마 등지에서 활약하고 이승만 대통령과 중경 임시정부 그리고 미군을 연결하는 역할을 했다. 장석윤은 후일 1951년 내무차관, 52년 내무장관을 지냈다.
1928년 7월 17일 조선총독부의 임야조사에 그가 소유한 고양군 부암리의 산 12323평도 조사 명단에 올랐다. 이때 형 윤치호가 소유한 38800평, 동생 윤치창이 소유한 17700평도 함께 조사 명단에 올라갔다.
이후 영국으로 유학 1925년 30세에 영국 글래스고 대학교에서 의학 학사 학위를 받았다. 영국으로부터 귀국한 후 1929년 세브란스의학전문학교를 졸업했다. 그해 아들 정선과 이듬해 경선이 태어났지만 요절하였다. 그러나 다시 1932년 아들 도선(燾善), 1934년 아들 훈선(蒸善), 1936년 연선(然善)이 차례로 출생하였다.

### 일제 강점기 활동

#### 망명과 중국 생활
1911년 105인 사건으로 윤치호와 기타 민족 지도자들이 총독부당국에 투옥되었다. 형의 투옥에 충격받은 윤치왕은 일본인을 한국에서 몰아내는 데에는 무력밖에 없다고 판단하고 중국의 사관학교에 입학하기로 결심하였다. 윤치왕은 일본인을 한국에서 몰아내는데 동참하기로 작심, 군사훈련을 받고 무관이 되고자 1912년봄 수원농림고등학교를 자퇴하였다. 정상적으로 중국으로 간다는 것은 어려운 일이었으나, 급우 중 평안북도가 고향인 동급생 반장이 압록강을 건너가는 사람이있다는 것을 몰래 알려주었고, 그의 도움으로 윤치왕은 비밀리에 중국으로 건너갈 준비를 하였다.
1913년 9월 아버지 윤웅렬의 대상(大喪)을 끝낸 윤치왕은 당시 쌀 한가마에 3~4원인 상황에서 거금 2천원을 전대에 넣어 허리에 두르고 기차를 타고 신의주에 도착했다. 다행히 그곳 사정을 잘 아는 사람을 만나 압록강 철교를 건너 중국으로 들어갔고, 다시 한국인의 도움을 받아 중국 봉천을 통해 북경에 도착하였다. 윤치왕은 봉천의 한인들로부터 소개받은 한진교(韓鎭敎)가 경영하는 이발소를 찾아 갔다. 한진교는 자기 집보다 다른 곳이 더 안전할 것이라며 우사 김규식에게 부탁하여 미국인이 운영하는 장로교회 안의 연합신학교 기숙사에 머물게 되었다.
일단 미국인의 치외법권 혜택을 받아신변 안전이 확보된 윤치왕은 위안스카이의 고문관 중의 한 사람인 모리슨 박사가 중국어를 익히면 중국 사관학교에 다닐 수 있게 해주겠다고 약속을 받았다. 그 뒤 중국어 과외선생을 고용, 하루 5시간씩 열심히 중국어를 배웠다. 단기간에 중국어를 습득, 6개월 만에 쉬운 회화 정도는 할 수 있게 되었다. 윤치왕은 후일 '덕분에 6개월 만에 쉬운 중국어 회화 정도는 할 수 있게 되었다.'고 회상하였다. 또한 세례를 받고 기독교 신자가 되었으며, 독립운동에의 투신을 결심하고 독립운동 지도자들을 찾아간다.

#### 영국 유학 생활

##### 영국 유학 결심

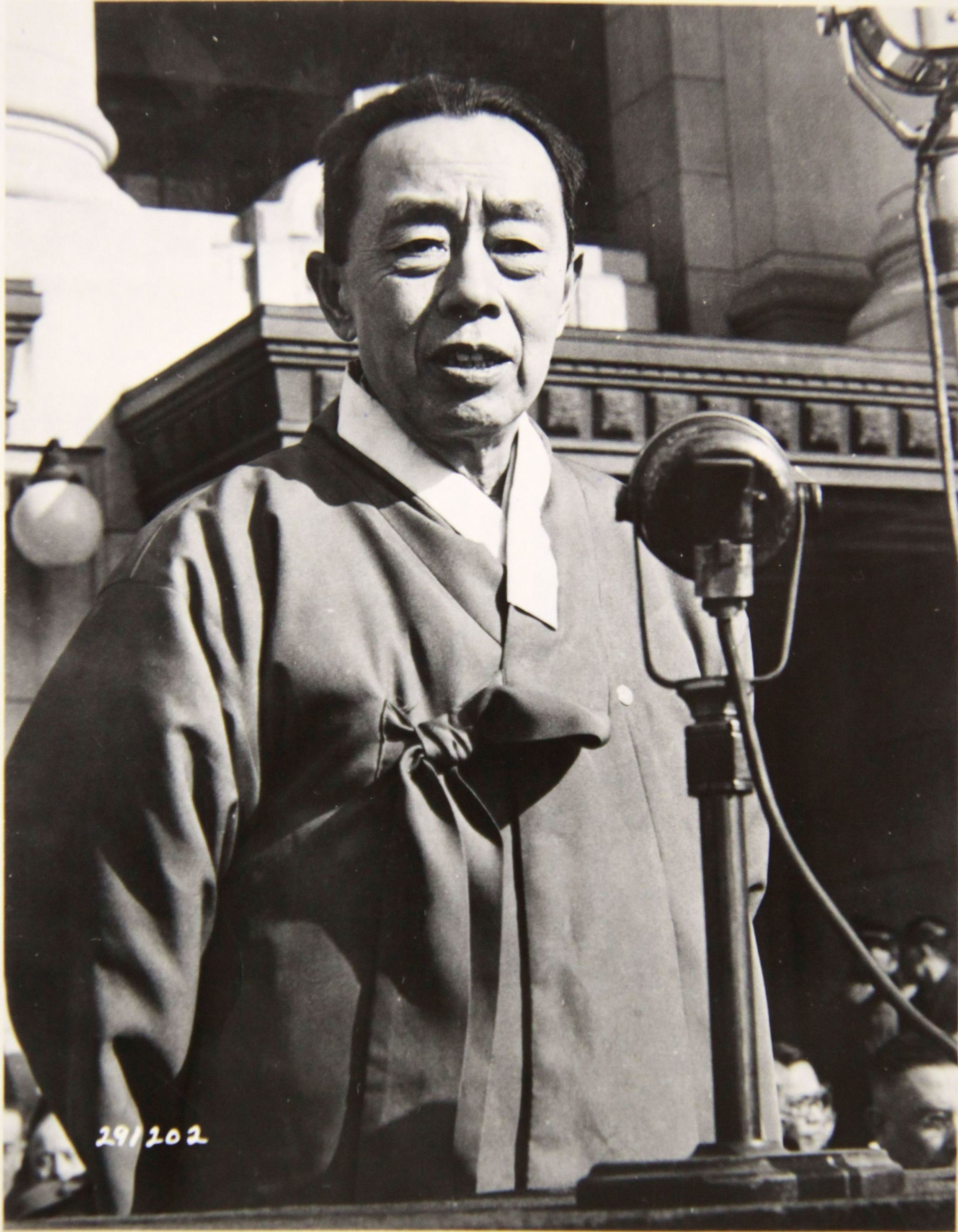
김규식
(김규식은 그의 이복 형 윤치호, 사촌 윤치영 등과도 개인적으로 각별한 관계였다.)

상하이로 건너간 그는 여러 독립운동가들을 만났다. 이 중 신규식, 류동렬 등은 윤치호나 사촌 형 윤치성 등과도 안면이 있는 사이였고,우사 김규식을 만나게 되었다.
윤치왕은 신규식, 류동렬 등 여러 선배 망명자들을 찾아가 지도도 받았다. 그러나 신규식으로부터 윤치왕은 사관학교에 들어갈 한국인은 많으니 독립 후에 국가에 필요한 공부를 하는 것이 좋겠다는 권고를 받고 그 제의를 받아들였다. 신규식은 윤치왕의 재능을 알아보고독립후 국가에 필요한 인재가 필요하다며 유학을 추천하였다.
윤치왕은 영국 유학 준비를 위해 1914년 3월 귀국, 경성부로 돌아와 보니 윤치호는 대구고등법원에서 형을 언도받고 복역 중이었고, 집에는 어머님과 부인뿐이었다. 윤치왕은 김규식의 편지를 호러스 그랜트 언더우드에게 전했다. 언더우드는 김규식의 후원자였고, 윤치호와도 교분이 있어 절친한 사이였다.
3월초 윤치왕은 바로 목사 호러스 그랜트 언더우드를 찾아갔다. 언더우드는 윤치왕이 영국으로 유학을 간다는 말을 듣고, 자신의 형이 설립한 언더우드 타이프라이터 회사에 연락하여 언더우드 타이프라이터 런던 지점에도 연락을 해주고 주소도 가르쳐 주었다. 윤치왕은 대부분의 학비를 언더우드 타이프라이터 회사의 런던 지점 통하여 조달하였다.

##### 1차 영국 유학
1914년 4월 초 윤치왕은 칭다오(靑島)에서 독일 상선을 타고 40일간 항해 후 영국 남부 사우샘프턴(Southampton) 항에 도착하였다. 윤치왕은 우선 언더우드 타이프라이터 회사의 런던 지점을 찾아가 지점장으로부터 많은 도움을 받았다. 이어 윤치왕은 버밍햄(Birmingham) 교외의 셀리옥(Selly Oak)에서 영어를 개인교습받으면서 중등학교, 고등학교 과정을 수료했다. 윤치왕은 1919년 3월 영국 글래스고 대학교(University of Glasgow)의 의학부(Faculty of Medicine)에 입학하였다. 당시 윤치왕은 글래스고 대학교 근처의 한 하숙집에서 생활하였다. 그가 살던 하숙집의 주소지는 'Gordon 21, Granville Street, Glasgow'였다.

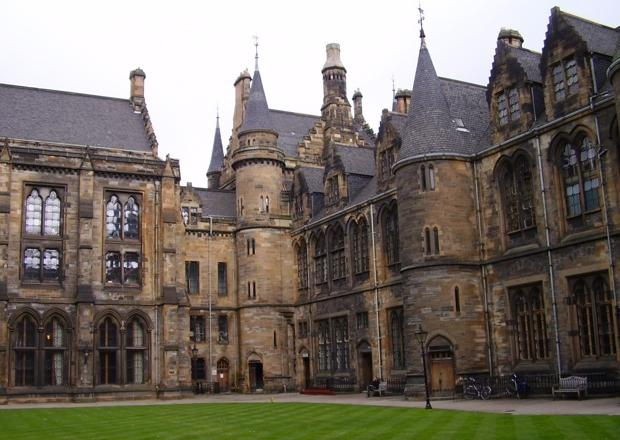
모교 글래스고 대학교의 동편 본관

당시 한 반은 3백 명 정도였는데 중국인을 비롯해 10여 명의 외국인이 있었고 여학생도 50여 명이 있었다. 그러나 어려운 시험을 거치는 동안 탈락되어 반 정도만 졸업할 수 있었다. 당시 글래스고 대학교 의학부의 수업 연한은 5년이었고 인턴이나 레지던트 제도는 없었다. 그러나 학칙에 3학년이 되면 매일 오전 9시부터 12시까지 3시간 동안 엄격한 임상 현장 실습을 이수하는 규정이 있었다. 글래스고대학교 3학년이 되자 윤치왕은 현장 실습을 나가게 되었다.
윤치왕이 영국에서 공부할 때 윤치호는 편지를 쓸 때마다 졸업 후 세브란스 병원에서 일을 하라고 계속 권하였다. 이것은 그의 집안과 세브란스의 에비슨이 가졌던 오랜 인연 때문이었다. 1893년 한국에 도착한 직후 에비슨은 윤웅렬을 만났고, 자연스럽게 윤치호와 윤치왕 등을 알게 됐다. 윤치호는 에비슨보다 5년 연하였지만, 세브란스 후원회 회장을 역임하는 등 세브란스의 발전에 큰 관심을 보였다.

##### 인종 차별과 실망
당시 영국내의 대학교 부속병원은 약 1천명의 환자를 수용하는 3개의 병원이었고, 이곳에서 학생들이 실습과 견학을 하였다. 런던 인근 지역의 산후조리원에서 학생 2명이 한 조가 되어 주야간 근무하면서 정상 분만을 실습했는데, 3학년 이후 연간 20여명 이상의 신생아를 손수 받아야 졸업할 수 있었다. 수혈 등 특별한 조치가 필요한 경우, 인근 대형 병원으로 환자를 이송시켜야 했다.
1923년 글래스고 의학부 4학년인 윤치왕도 졸업을 위해 산원에 나가 신생아를 받으려 했으나, 그가 동양인이라는 것 때문에 기피대상이 되었다. 여러번 기피당하면서 실습할 대상을 구하기 어려웠다. 영국인들의 심한 모욕과 차별대우에 화가 난 윤치왕은 잉글랜드인 신생아를 받기를 포기하고, 방학을 이용해 아일랜드로 건너가 하숙을 하면서 아일랜드계 산원에서 50여명의 신생아를 받았다.
한편 영국 유학생활 중 그는 '영국의 빈민가나 각 지방의 특성 및 의식 구조를 알아볼 수 있는 경험을 쌓을 수 있었다.'고 회상하였다.

##### 유럽 여행
제1차 세계 대전이 끝난 이후 그는 유럽 여행을 하기 위해 일본대사관으로부터 여권을 발급받았다.
당시 유럽에서 유학을 하는 한국인이 거의 없는 상황에서 윤치왕은 일본 첩보부의 감시 대상이었다. 그러나 윤치왕은 유학 이후 특별히 일본 첩보부의 눈에 거슬리는 행동은 하지 않았고, 일본 첩보부는 그의 성향을 보통으로 파악하였다. 유럽 여행을 마치고 돌아와 4학년과 5학년 과정을 마쳤다.
영국에 있을 때 그는 1년에 5천원 정도를 갖다 썼기에 돈에 크게 구애받지 않았고, 1922년과 1923년 7월 독일과 벨기에를 방문하기도 했다.
1923년 6월에는 일시 귀국했는데, 1923년 6월 14일 황성기독교회관에서 에이비슨 박사 의료선교 30주년 기념회의에 참석하였다. 한편 세브란스 병원을 맡고 있던 에이비슨 박사는 그에게 1880년대부터 조선에 의료지원을 온의 철수를 시사하였다. 훗날 윤치왕은 이렇게 증언했다.
| “ | 하루는 학감으로 계신 오박사(에이비슨)가 나를 오라고 하시여서 갔더니 말씀이 선교사들은 장차 세브란스를 한국사람에게 넘기어 주고 갈 예산인데 외과에는 러드로우 선생이 계시고 그 다음에 고명우 선생 그 다음에 이용설 선생이 계시니까 네 차례에 올 때까지는 대단히 창창하다. | ” |

영국으로 돌아간 뒤, 그는 한국인이 병원을 열고 한국인 스스로를 진료할 수 있다는 생각으로 영국인들의 인종 차별적인 멸시와 무시, 고초를 견디어냈다.

#### 졸업과 귀국

윤치왕 (1929년)

윤치왕은 1925년 10월 글래스고 대학 의학부를 졸업하고 의학사(Medicinae Baccalaureus, ChirurgiaeBaccalaureus)의 학위를 받았고, 동시에 영국 의사 면허증을 받았다. 졸업 직후 윤치왕은 영국 왕립아동병원에 입사해 정형외과의 외과의사(House Surgeon)로 1년간 근무했다.
1927년 5월 이복 형 윤치호로부터 빨리 귀국하여 민족을 위해 봉사하라는 긴 사연의 편지와 함께 여비가 우편환으로 받았다. 형 윤치호는 그가 인턴의로 일하는 것으로 파악한 듯 하다. 영국 왕립아동병원 정형외과 인턴의 외과의사로는 수입은커녕 생활비로도 부족했고, 그는 이복 형 윤치호에게 생활비를 부탁했다. 인턴을 하면서 더욱 송금해달라는 요청이 잦아진 것도 윤치호가 귀국을 독촉하게 된 요인이었던 것으로 보인다.
1927년 5월 21일 영국 글래스고 항에서 출항하는 캐나디안 퍼시픽 운수(Canadian Pacific Company)의 기선 몬트카암이라는 배를 타고 5월 27일 캐나다 몬트리올에 도착하였다. 그는 신생 강국인 미국의 실태를 보기 위하여 대서양을 건너서 아메리카로 간 뒤 미국에서 태평양을 건너서 올 계획을 세운다. 5월 27일부터 15일간 캐나다 온타리오의 해밀튼, 나이아가라를 경유하여 기차로 뉴욕, 워싱턴 D.C., 볼티모어를 거쳐 시카고에 도착하였다. 6월 12일 샌프란시스코에서 배를 타고 하와이 호노룰루, 일본 도쿄를 거쳐 시모노세끼 항에서 8월 21일 배를 타고 부산항에 도착하였다.
이후 경성부 소공동 116번지에 살다가, 서울특별시 종로구 관수동 128번지로 이사, 광복과 대한민국 정부 수립 무렵까지 줄곧 거주하였다.

#### 의사 면허 취득 이후

##### 세브란스 의과 대학 강사와 교수 생활
당시 그는 개인 병원에 취업하려 하였으나 이복 형 윤치호의 강요로 1927년 11월 세브란스 의학전문학교의 강사가 되었다. 총독부의 과장이나 국장의 월급이 칠, 팔십 원 정도에 불과했으니 세브란스의 당시 월급2백 원은 결코 적은 돈이 아니었지만 그는 월급이 적다고 생각했다. 그는 다른 병원을 찾아보려 했으나 월급의 많고 적음을 문제삼을 때가 아니라는 윤치호의 설교에 의해 1927년 11월부터 세브란스 의과전문학교에서 강사로 근무하기 시작했다. 동시에 일본 의사 면허를 교부받았다. 의사 면허 번호는 57940번이었다.
| “ | 하루는 학감으로 계신 오박사(오긍선)가 나를 오라고 하시여서 갔더니 말씀이 선교사들은 장차 세브란스를 한국사람에게 넘기어 주고 갈 예상인데, 외과에는 러드로우 선생이 계시고 그 다음에 고명우 선생, 그 다음에 이용설 선생이 계시니깐 네 차례에 올 때까지는 대단히 창창하다. | ” |

세브란스의학전문학교의 교감인 오긍선 등은 그를 불러 격려하곤 하였다. 1928년 세브란스의학전문학교의 교수가 되어 1944년까지 재직했다. 세브란스 의전에서 교수로 활동하면서 동시에 진료를 보았고 또한 사회활동에도 참여, 1930년초에는 여성용품점인 동아부인상점의 대표 최남(崔楠), 세브란스의전의 오한영(吳漢泳) 등과 함께 골프 친목모임을 결성했다. 이는 후일 장춘회(長春會)라는 상류층 골프 사교 모임의 시초가 되었다.
1930년에는 그는 세브란스의학전문학교 제2대 산부인과학교실 주임교수에 피선되었다. 1930년 2월 21일 한국인 의사들이 모여 만든 조선의사협회에 가입하였고 귀국후 적극 참여하였다.

##### 영국 2차 유학과 귀국
윤치왕은 1930년 봄 산부인과 분야의 보다 전문적인 지식을 쌓기 위해 약 3년 예정으로 다시 영국을 방문하였다. 토마스병원, 카이스병원, 그리고 에딘버러 대학(University of Edinburgh)의 의과 대학(College of Medicine) 산부인과학교실의 존스톤 교수 밑에서 연수를 받았다. 그러나 에딘버러 대학 연수 도중 윤치왕은 1931년 봄 급성 충수돌기염으로 수술을 받았고, 마침 집안의 다른 사정도 있어 4월 7일 귀국하였다. 윤치왕이 영국에 있는 동안 두 아들이 윤정선과 윤경선이 사망했기 때문이었다.
돌아 온 윤치왕은 잠시 요양을 하면서, 완쾌되는 대로 다시 영국으로 가서 공부하기로 작정하였다.

##### 학술, 언론 활동

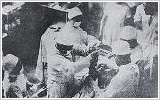
1934년 세브란스의전 산부인과병동에서 제왕절개 시술 중인 윤치왕

1931년 9월 22일 개최된 제3회 조선의사협회 총회에서 경리부 간사로 피선되었다. 1932년 논문 ‘한국인의 월경시작 연령’을 조선의사협회가 발행하는 기관지 조선의보 에 발표하였다. 이후 윤치왕은 영국으로 가는 것을 포기하고 교토제국대학 산부인과학교실에서 학위를 받기로 하였다. 1933년 3월 28일 경성역을 떠나 교토(京都)로 갔다. 윤치왕은 오까바야시(岡林) 교수 밑에서 장기 압착액에 대한 연구를 하였다. 주제는 '각종 장기 압착액의 비경구적 투여가 당해장기에 미치는 영향에 대하여'였다.
1933년 8월 31일 세브란스연합의학전문학교 학술지(세브란스聯合醫學專門學校 紀要, Journal of Severance Union Medical college)를 창간하였다. 6명의 편집위원 중 외과학교실의 러들로와 내과학교실의 파운드만이 선교의사였고, 병리학교실의 윤일선, 산부인과학교실의 윤치왕, 생리학교실의 김명선, 피부과학교실의 이영준 등이 조선인 의사였다.
1934년에는 교토 제국 대학 산부인과에서 영문으로 발간하는 일본산 부인과잡지(Japanese Jour-nal of Obstetrics andGynecology)의 영문 교정을 맡았다. 윤치왕 은 1936년 4월 귀국하였고, 제출한 학위 논문이 6월 1일 교토제국대학 교수회의를 통과되어 8월 5일부로 일본 문부성으로부터 의학박사 학위를 받았다. 이후 귀국 후 산욕열, 자간 등에 대한 연구결과를 발표하다가 1934년~1944년 연희전문학교 의과대학 산부인과학교실 제2대 주임교수를 역임했다. 연희전문학교 교수 재직 중 일본 교토 제국대학에서 의학박사 학위를 받았다. 1936년부터 세브란스의과대학 부속병원 병원장을 맡아보았다.

베를린 마라톤에서 우승한 손기정과 촬영한 사진 (1936년). 손기정의 옆은 세브란스 병원장 오긍선, 오른쪽 맨 끝이 윤치왕

윤치왕은 서울 새문안교회에서 집사로 신앙생활에 적극 참여했으며, 사회 활동에도 참여하였다. 자신이 유학했던 교토에 한국 아동들을 보육하는 향상관 보육원(向上館 保育院)의 운영비를 보조하였고 건축 기금을모집하는데 진척이 없자 거금 3,500원을 희사하기도 했다. 1937년 8월 국방헌금으로 500원을 기부하기도 했다.

##### 국내 산부인과학 개척
그는 한국의 초기 산부인과 의사의 한 사람이었다. 산부인과 분야에서 윤치왕은 의료선교사의 뒤를 이어 세브란스의 산부인과학 교실을 담당함으로써 한국 산부인과학이 정착되는 데 기여를 하였다.

#### 사업 실패와 사회 활동
1937년 11월 26일 함경남도 북청군 신포읍 토성리 69에 해산물 가공 판매가 목적인 남포수산이라는 주식회사를 차렸다. 사장에는 자신이 취임하고, 동생 치창과 부인을 이사로, 유억겸을 감사로 초빙하였다. 그러나 해산물 공장 사업은 소득이 없었고 이후 윤치왕은 부동산 투자와 광산업에도 손을 댔다가 사기꾼과 협잡꾼들에 의해 부모로부터 물려받은 재산을 모두 탕진해 버렸다. 이 일로 그는 큰 경제적 타격을 받았다. 그러나 그에게 세브란스병원장직 제의가 들어온다.
1938년~1940년 제9대 세브란스 병원장을 지냈다. 1938년 흥업구락부에 가입하려 하였으나 탈락하였다. 탈락자 중 윤치왕은 이승만과 개인적으로 친분있는 사람의 한사람이었다. 흥업구락부에 가입하지는 못했지만 그 대신 조선총독부가 흥업구락부 사건으로 기독교 인사들을 대대적으로 탄압할 때 위기를 모면한다.

#### 구세단 병원장 재직
1940년 1월 이복 형 윤치호가 창씨개명 여부를 묻자 그는 창씨개명에 찬성하였다. 창씨개명령이 떨어지자 그는 이름을 이토 지오우(伊東致旺)로 개명했다.
1942년 사촌동생인 윤치영이 광산경영을 한다고 그에게 돈을 2만원을 약속수형(約束手形, 어음)을 주었다. 당시 윤치왕은 현금 조달을 못하고 약속수형을 주면서 윤치영에게 이서를 요구하였다. 그러나 어음을 약속했던 그가 뒷돈을 대지 못하면서 빚이 늘어났고, 윤치영은 이 일로 부도가 났다.
이후 사업 실패 등 여러 가지로 지쳐 있던 윤치왕은 1944년 세브란스의 교수직을 사임하였다. 지쳐버린 심신을 되찾아 보고 싶었던 윤치왕은 단양,안동, 영동 등 당시 조용하고 깨끗한 신흥 도시를 찾아 여행하던 중 영동에 일본인 사카모도가운영하는 구세단병원을 방문하였다. 이 병원은 원래 1942년 구세군 담당 사관 전용섭의 노력으로 건립된 종합병원으로 65개의 침대가 있었는데, 이 병원에는 내과의사 한 사람만 있고 시설이 미비해 적자운영을 하고 있었다.
이 상황에서 윤치왕은 구세단장의 위임을 받아 이익금을 배분하기로 하고 영동구세단병원(永同救世團病院) 병원장의 책임을 맡게 되었다. 그의 실력과 명성, 수완으로, 얼마되지 않아 입원실은 환자로 꽉 차게 되었고, 매일 7～80명의 외래 환자들로 병원이 넘쳐났다.

### 해방 이후

#### 의학자 활동
1945년 광복 이후, 형 윤치호가 사망했다. 그러나 그는 윤치왕은 친일파도 아니고, 정치가도 아니었기 때문에 공직에 제한을 받지 않았다. 1946년 4월 윤치왕은 서울로 올라와 한국은행 바로 뒤에 위치한 소공동 116번지 다게다 산부인과병원 자리를 얻어 한양부인병원(漢陽婦人病院)을 개업하였다. 윤치왕은 해방 직후 건국의사회(建國醫師會)와 조선의학연구회(朝鮮醫學硏究會) 등으로 난립되었던 의사회를통합하여 중앙의사회를 발족시키자는 의료계의 바램에 따라 1947년 3월 각 시도 의사회장들의발기로 열린 발기인회에서 23명으로 구성된 창립준비위원회의 위원으로 선임되었다. 1946년 10월 22일 서울대학교 의과대학 교수 겸 서울대 의대 제2부속병원장이 되었다.
1947년 5월 10일 윤치왕, 김석환, 신웅호, 설경성, 유흥진 등이 발기인으로 서울대학교 병원에 모여 조선산부인과학회(대한산부인과학회의 전신)의 창립총회를 개최를 주관하였고, 곧이어 조선산부인과학회에서 초대회장으로 선출하였다. 후에 연희대학교와 세브란스 의과대학이 통합하여 출범한 연세대학교 의과대학에도 산부인과학, 마취학 교수로 출강하였다. 이듬해 2대 대한산부인과학회 회장에 재선출되어 1949년까지 재임했다.
1948년 4월 30일 서울대 의대 제2부속병원장직을 사퇴하였다.

#### 군의관 복무와 6.25

##### 군의관 임관 초기
1948년 8월 15일 대한민국 정부 수립 이후 그는 1949년 4월 17일 국군 군의장교로 입대, 육군 중령에 임관했다. 군번은 13351번이었다.
윤치왕은 1949년 4월 26일 육군본부의 군의무감실에서 군의무차감 직무대행(사실상 무보직)으로 있으면서 미 고문관과 같이 군의관으로서 일할 모든 지식과 행동 등을 배웠으며, 1949년 7월 15일 대령으로 진급하고(육군본부 군의무감 직책 보임) 7월 28일 제1육군병원 병원장에 임명되었다. 1949년 8월 18일 육군본부(육군본부 군의무감 재보임)로 보직이 바뀌었다.
육군본부 군의관(군의무감)으로 재직 중이던 1950년 3월 19일, 최초로 입영 신검을 주관하였다. 한편, 1950년 1월 3일부터 2월 22일까지 육군참모학교에 임시 파견되었다.

##### 한국 전쟁 중

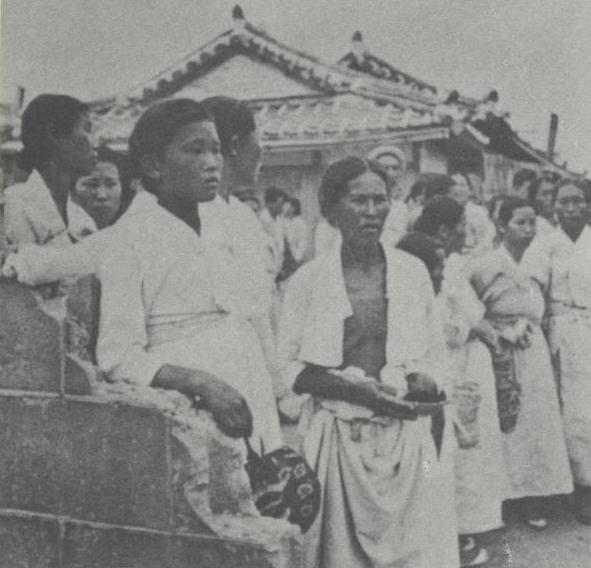
한국 전쟁 당시 입대하는 장정을 마중나온 여성 (대구)

1949년 8월 17일 육군의무감으로 보임되고, 1953년 9월 5일까지 재직하였다. 육군 의무감으로 재직하면서 그는 한국전쟁 기간 중 육군 의무기구의 대폭 확대, 군의요원의 안정적 확보, 의지창의 발족 및 의안부의설치, 신의술의 도입(마취과 및 신경외과) 등 군진의학과 의료장비 발전에 노력하였다. 그사이 윤치왕은 육군의무감 재직 중인 1951년 3월 27일 특진하여 육군 준장이 되었으며, 1953년 5월 4일 육군소장으로 진급했다.
한국전쟁이 일어나 모든 의과대학이 문을닫아 군진의료에 문제가 발생하자 윤치왕은 의과대학 4학년 학생들은 소위로 특별 임관시켜 군의관을 돕도록 했다. 그런데 나머지 학생들의 교육을 두고 각대학 의과대학장들과 육군본부 군수국 사이에 논쟁이 일었다. 결국 윤치왕이 나서 본과 2, 3학년 학생들은 군복을 입은 채 각 자기의 대학에 가서 전공을 공부하도록 했고, 예과 1, 2학년과 본과 1학년 학생들은 제대를 한 후 각기 학교에 가서 공부하도록 하였다. 이로써 군의관을 실시간으로 양성하여 공급하는 시스템을 갖추게 한다.

#### 의무감 재직 시절

##### 육군 의무기구의 대폭 확대
미군들과 함께 일하면서 미국의 부대 편제에 각 사단에 의무대대가 있고, 그 대대 속에는 두 개의 치료 중대와 한 개의 후송중대가 있음을 보고 한국군에도 이와 같은 체제를 갖추고 싶었다. 그러나 작전교육국의 반대로 윤치왕의 꿈은 이루어지지 못했다. 결국 반년이 되지 않아 한국전쟁이 터졌고, 윤치왕은 피난길에 대구의과대학을 울산으로 옮기면서 장비와 인원을 전부 군에 편입시켜 21육군병원을 창설하였다.
1951년 1.4후퇴 때에는 서울의대를 부산으로 옮기면서 그 장비와 인원을 전부 군에 편입시켜 36육군병원을 창설하였다. 이와 같이 윤치왕은 10개의 육군병원을 창설하였다. 이 병원들은 때로 여러 개의 분동을 가지기도 했다. 그러나 환자들의 수가 폭증하여 곤란을 겪기도 했다. 분산의 제5육군병원은 입원 환자가 2만 명 이상일 때도 있었고, 기장의 제2육군병원은 거진, 울산 등에 분동을 두기도 했다. 이외에도 9개의 이동외과병원, 3개의 정양병원을 비롯하여 모두 45개의 의무부대를 창설하여 육군의 의무기구를 대폭적으로 확장하였다.

##### 군의관 인력의 안정적 공급

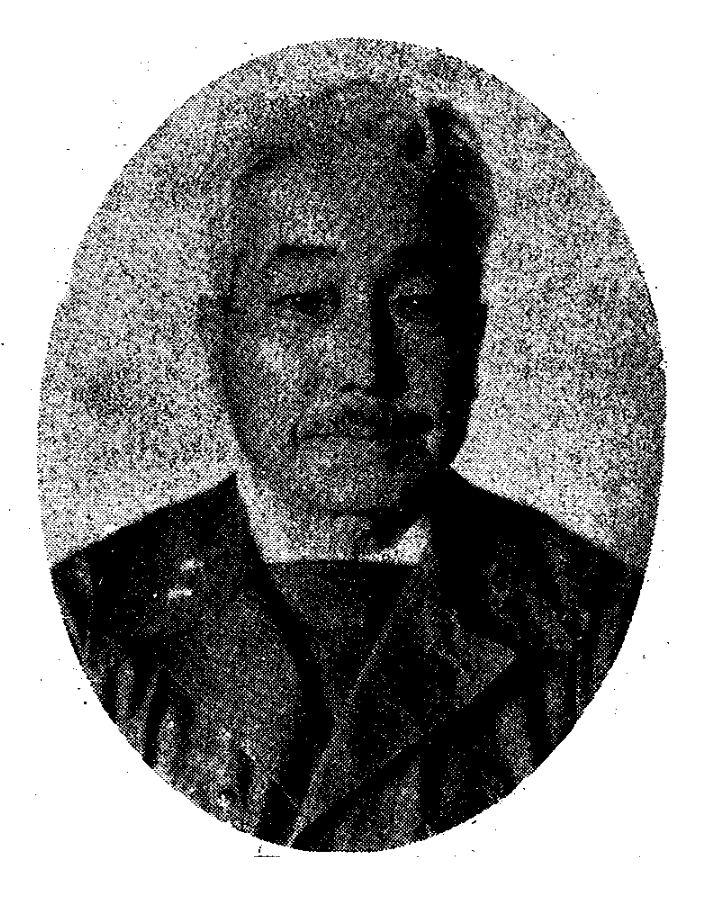
의무감 재직 시절의 윤치왕 육군대령(육군전사)

의무감으로 취임한 후 윤치왕은 "한국의 의사들은 전부 군사훈련을 받아두는 것이 좋겠다"고 판단하여 50명을 선발 부평의 군의학교에서 2주일간 훈련을 시킨 적이 있었다. 그러나 훈련 후 계급을 경력에 따라 소령에서 중위로 임관시켰는데 임관 계급등의 문제로 더 이상의 훈련 계획은 이루어지지 못했다.
그런데 한국전쟁이 일어나 모든 의과대학이 문을 닫아 군진의료에 문제가 발생하자 윤치왕은 의과대학 4학년 학생들을 군인으로 징집하되 대신, 육군 소위로 임관시켜 장교자격을 부여하였으며 군의관을 돕도록 했다. 그런데 의과대학 4학년 학생들을 모두 차출해가자, 조교나 강사 등이 필요하다며 나머지 학생들의 교육을 두고 각 대학 의과대학장들과 육군본부 군수국 사이에 논쟁이 벌어지게 되었다.
결국 윤치왕이 나서서 본과 2, 3학년 학생들은 군복을 입은 채 각 자의 대학에 가서 공부하도록 했고, 예과 1, 2학년과 본과 1학년 학생들은 제대를 한 후 각기 학교에 가서 공부하도록 하였다.

##### 의지창의 발족과 의안부의 설치
이미 한국전쟁 이전부터 부상자들이 생겨 의수족이 필요한 환자들이 있었다. 당시 의수족은 과거 일본인의 의수족 점포에서 직공을 하면서 배운 사람들이 만들고 있었다. 이렇게 만들어진 의지는 실용 가치도 없고 손가락 마디가 부러지기 일쑤였다.
한국전쟁이 터져 의수족이 필요한 환자가 급증하자 윤치왕은 동경의 유엔군사령부의 도움으로 동래의 31정양병원 안에 의지제작창을 만들었다. 또한 서대전의 미국 병원 군의관의 도움을 받아 3명의 치과군의관을 훈련시켜 의지제작창 옆에 의안제작부를 창설하였다. 처음에는 민간인이 해야 할 일을 왜 군인이 하느냐로 시비가 걸렸지만, 결국 미국의 도움으로 의안제작을 할 수 있었으며 1,500명 이상에게 혜택을 주었다.

##### 마취과 및 신경외과 개척
산부인과 의사이자 외과 의사였던 윤치왕은 마취에도 능하였다. 그러나 자신이 직접 의과생들을 전부 가르칠 수는 없다고 보고
마취와 신경외과 견습생들을 파견한다. 6.25 전쟁이 터지자 부상자가 대량 발생하면서 마취 기술이 시급했다. 그러나 한국에는 에비슨에 의해 세브란스에서 양성된 소수의 마취 소수의 마취사가 있었을 뿐, 마취 전문의가 없었고 따라서 미군이 준 마취기계를 사용할 줄 아는 의사는 거의 없었다. 이에 윤치왕은 한국 군의관들을 미군병원으로 보내 마취기 사용법을 배우게 했고, 일부를 미국에 파견해서 마취과를 전공하게 했다. 또한 전쟁으로 탄환이나 파편이 두개골 속으로 들어간 경우가 많아 한국 군의관을 미군 이동외과 병원에 파견했고, 후에는 미국에 유학시켜 뇌신경외과를 배워오도록했다. 흉부외과 역시 미국에 가서 공부하게끔 주선하였다. 또한 급한대로 미군이나 유엔군 병원에 보내 마취 기술과 신경외과 기술을 익혀오게 했다.
1952년 3월 27일 덴마크적십자기장을 수여받았다.

#### 군의관 양성
윤치왕은 1953년 9월 5일 경상남도 마산의 육군 군의학교 교장으로 임명되어 몇 년 군의관 배출을 위해 노력하기로 했으나, 1954년 3월 15일 부산에 새롭게 창설되는 병원기지사령부의 사령관으로 발령이 났다. 기지사령부의 임무는 부산의 제5육군병원과 31정양병원, 그리고 울산의 제21육군병원을 감독하는 것이었다. 그러나 의료기관을 감독하는데 의사는 단 한 사람뿐이었고, 장비와 인원도 뜻대로 충원되지 않아 어려움이 많았지만, 윤치왕은 기지사령관으로서 사적인 정형외과병원의 창설을 방지했으며 의지제작창을 뜯어가는 것을 못하게 하였다.
이 무렵 육군중앙병리연구소 시설을 부산대학교 의과대학 부속병원으로 이관시키는 것을 지원, 1956년 11월 1일 부산대학교 의과대학 부속병원의 개원에 큰 도움을 주었다. 육군병원기지사령부의 사령관으로 근무하던 중인 1954년 6월 5일 윤치왕은 경남지구 위수사령관으로 임명되어 발령하였으나, 1955년 1월 1일까지는 경남 위수사령관으로 있으면서도 병원기지사령부 사령관 임무를 같이 보았다.

### 휴전 이후

#### 휴전과 퇴역

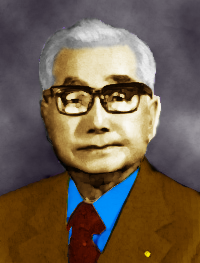
윤치왕

1955년 4월 4일 205병기대대부에 파견되었다가 되돌아온 뒤, 그해 6월 20일에 육군교육총본부(육군교육사령부의 전신)로 파견되었다. 1956년 11월 16일 윤치왕은 육군 제2군관구 사령관으로 발령되었다. 그러나 그를 사령관에 임명한 것에 대해 국회 등에서 반발이 일어나 윤치왕은 임명 6개월 만인 1957년 5월 20일 제2군관구 사령관의 자리에서 물러났고, 1957년 12월 10일 육군본부로 보직 발령을 받았다.
10년 동안의 군대 생활 중 윤치왕은 여러 상훈을 수여받았다. 을지무공훈장 2회, 화랑무공훈장 1회, 방위포장, 미국 공로훈장, 데마크 적십자사 기장 등을 받았다. 육군 군의감(소장)을 지냈다. 1953년 9월 육군 군의학교 교장, 1954년 3월 병원기지사령부 사령관, 1954년 6월 경남지구위수사령관, 1956년 11월 육군 제2군관구 사령관을 역임하고 1960년 3월 8일 소장으로 정년 퇴역을 하게 되었다. 그의 퇴역은 대한민국 창군 이래 최초의 정년 퇴역이기도 했다. 그해 11월 모친상을 당하였다.
이후 서울특별시 중구 소공동에 한양산부인과병원(漢陽婦人科病院)을 개원, 개업의로 활동했다. 뒤에 인천 부평으로 이동, 윤치왕산부인과를 개원하고 개원의로 활동했다.

#### 재향군인회 창설에 참여
1960년 자유장교단을 조직하고 단장을 지냈다. 이후 산부인과 의사로 활동하는 한편 퇴역 장성들을 중심으로 조직한 자유장교단에서 활동하였고, 그해 2월 27일경 이종훈(李宗勳 예육중령), 이황재(李皇載 방위군 중령), 이주성(李柱成 방위군 소령) 및 헌병 상사 출신인 최광선(崔光善) 등과 함께 제대장병들의 권리와 복지향상을 위한 독립된 조직을 결성하기로 의견을 모았다. 이에 따라 3월 5일 3번째 모임에서 새로운 단체의 명칭을 ‘대한제대장병친목회(大韓除隊將兵親睦會)’로 정하고, 회칙을 마련하였다. 1960년 3월 15일 이른바 3·15부정선거가 학생들의 대대적인 데모사태로 파급되자 이들은 자유장교단(自由將校團)의 윤치왕 단장 및 김호규(金好圭 예비역 육군 소령), 최병환(崔秉煥 예비역 육군 소령) 등과 만나 조직과 연락체계 등을 강화키로 합의하였다.
1960년 5월 1일 대한제대장병친목회, 대한재향군인회 결성준비위원회 등과 자유장교단 등이 통합하여 재향군인회가 창설되자 창설 멤버로 참여하였다. 이후 대한재향군인회가 조직된 직후 그는 한때 초대 회장의 물망에 오르내리기도했다. 대한재향군인회 초대회장은 본래 윤치왕을 추대키로 되어 있었으나, 투표 결과 이기건(李奇建) 예비역 육군 준장이 승리하였다. 그러나 윤치왕은 이에 크게 개의치 않고 향군에 참여하여 활동하였다.

#### 산부인과 의사 개업과 시민사회단체 활동
이후 대한민국 재향군인회부회장, 대한의학협회 회장, 대한결핵협회장, 대한의학협회 이사장 등을 지냈다. 1960년 7월 한영협회(韓英協會)의 회장으로 선출되어 1964년 4월까지 재직했다.
1960년 10월 8일 제12대 대한의사협회 회장이 되었으나 취임 35일 만에 사퇴했다. 당시 관훈동 의협회관이 화재로 소실된 데 대한 책임을 지고 물러난 것이다. 1961년 1월 한국이민협회 부회장(~1962년 5월)이 되고, 1961년 8월 21일부터 1962년 2월 10일 보건사회부 의과학보건심의행정관으로 재직했다. 그해 9월에는 대한결핵협회 회장에 선출되어 겸임, 1963년 4월까지 재직했다. 1962년 7월에는 서울특별시 의사협회 회장에 선출되었다. 1963년 8월 12일 경기도 인천시 북구 부평동에 윤치왕 산부인과의원을 개업하기도 하였다. 이후 개인 의사로써 의술에 전념하였다.

### 은퇴와 사망
만년에는 인천시 부평에 개업한 윤 산부인과는 큰 아들 도선에게 맡기고 원로 의사들의 모임에 적극 참여하였다. 1972년 10월 17일에는 인수회의 회원이 되었다. 그밖에도 골프를 즐기며 서울 YMCA 청년회의 원로 모임인 계묘구락부(癸卯俱樂部)에도 가입하여 적극 참여하였다. 이후 인수회, 계묘구락부, 성우회, 재향군인회 등을 비롯한 각종 시민사회단체에서 활동하였다.
1982년 말 장염 증세로 서울시 영등포구 여의도동 수정아파트에 살던 큰아들 윤도선의 집에 내려가 있다가 12월 장염 합병증으로 사망하였다. 사망 당시 그의 나이 87세였다. 장지는 충청남도 아산군 둔포면 석곡리 선영 근처에 안장되었다.

### 사후
아들 윤도선(尹燾善)은 서울대 의대를 졸업하고 아버지의 의술을 계승하여 산부인과 의사가 되었다. 윤훈선은 서울법대를 졸업하였으며 브라질로 이민을 떠났다. 아들 윤연선(尹然善)은 공무원으로 교통부의 시설과장과 한국고속철도공사 관리본부 본부장 등을 지냈다. 뒤에 2009년 10월 대전광역시 유성구 국립 대전 현충원 장군 제2묘역으로 이장되었다.
2011년 국내 산부인과학, 군진의학 분야 개척의 공로로 대한의학회 명예의 전당에 제3호 헌정자로 추대되었다.

## 학력
- 송도고등학교 수료
- 수원고등농림학교 수학
- 영국 글래스고 대학교 의과대학 의학사
- 1930년 8월 5일 일본 교토 제국대학교 의과대학원 의학박사 (일본 문부성에서 의학박사 학위 수여)

## 연보
- 1906년 이모임(아명 이모희)와 결혼
- 1906년 10월 개성 한영서원 입학
- 1909년 기독교 청년회관 중학교 일어후과 입학
- 1910년 6월 기독교 청년회관 중학교 일어후과 졸업
- 1911년 부친상
- 1911년 3월 관립 수원농림학교 입학
- 1912년 관립 수원농림학교 자퇴
- 1913년 9월 중국으로 망명
- 1914년 3월 영국 유학을 위해 서울로 돌아옴
- 1914년 4월초 영국 유학을 위해 북경 출발
- 1919년 3월 영국 글래스고대학교 의학부에 입학
- 1925년 10월 19일 동 대학 의학부를 졸업하고(의학 학사) 동시에 영국 의사면허증을 받음
- 1927년 5월 21일 영국 출발, 배편으로 항해
- 1927년 8월 21일 일제 강점기 조선의 부산항 도착
- 1927년 11월 세브란스의학전문학교에서 근무 시작, 일본 면허증 받음(57940번)
- 1930년 6월 6일 연수를 위해 영국으로 출발
- 1931년 4월 7일 귀국
- 1933년 3월 28일 교토제국대학 의학부 산부인과학교실로 떠남
- 1936년 4월 귀국
- 1936년 6월 1일 교토제국대학 교수회의에서 박사학위 논문이 통과됨
- 1936년 8월 5일 일본 문부성으로부터 의학박사의 학위를 받음
- 1941년 4월 세브란스의학전문학교 부속병원장 취임(1942년 8월까지)
- 1944년 여름 영동 구세단병원 원장 취임
- 1946년 4월 서울 소공동에 한양부인병원 개업서울중고등학교 후원회 및 사친회 회장(1955년 5월까지)
- 1946년 10월 22일 서울대학교 의과대학 산부인과학교실의 교수(1949년 3월까지)서울대학교 의과대학 제2부속병원장 (1948년 9월까지)
- 1947년 3월 조선의학협회의 창립 준비위원회 위원으로 선임됨4월조선의학협회의 규약초안위원회 위원으로 선임됨
- 1949년 4월 17일 육군 입대(중령)
- 1949년 4월 26일 육군본부 의무감실 근무
- 1949년 7월 15일 대령 진급
- 1949년 7월 28일 제1육군 병원장 취임
- 1949년 9월 17일 육군의무감 취임
- 1950년 3월 19일 입영 관련 신체검사 최초 주관.
- 1951년 3월 27일 육군 준장 진급
- 1952년 11월 미국 군진학회 참석
- 1953년 5월 4일 육군 소장 진급
- 1953년 9월 5일 육군 군의학교 교장
- 1954년 3월 15일 육군병원기지사령관
- 1954년 6월 5일 경남지구 위수사령관 겸임(1955년 1월 1일까지)
- 1956년 11월 16일 육군 제2군관구 사령관 (1957년 5월 20일까지)
- 1960년 3월 8일 정년으로 퇴역
- 1959년 11월 16일 모친상
- 1960년 7월 대한민국 재향군인회 부회장 (1961년 5월까지)
- 1960년 7월 한영협회 회장(1964년 4월까지)
- 1960년 10월 제12대 대한의학협회 회장(1960년 11월까지)
- 1960년 11월 대한의학협회 이사장(1961년 3월까지)
- 1961년 1월한국이민협회 부회장(1962년 5월까지)9월대한결핵협회 회장(1963년 4월까지)1962년 7월서울특별시 의사협회 회장
- 1972년 10월 17일인수회 회원
- 1982년 12월 21일 사망

## 평가
한국 현대의학의 선구자로서 산부인과학의 개척자이며 세브란스의전, 서울의대 등에서 한국 의료 교육의 교육자이며 행정가로 활동하였고
군진 의학의 개척자이며 군 의무부대의 기틀을 마련하였고 마취과, 신경외과 등 한국의학 발전에 많은 공헌을 하였다.

## 저서와 논문

### 저서
- 월경통(月經痛) (한국의약사, 1959)
- 국가와 국민보건 (아주약품주식회사 학술부 발행, 1959)

### 논문
- 논문, 윤치왕 박사학위 청구 논문
- 조선인의 월경 초조 연령(1932)
- 상이군인원호 기능의 현황(1952)
- 상이군인원호의 현황과 장래(1952)

## 수상 경력
- 1949년 12월 15일 미국 군진의학회에서 명예회원 기장 수여
- 1950년 12월 30일 금성화랑무공훈장
- 1952년 5월 29일 국방부장관 공로표창장
- 1952년 7월 덴마크 적십자 기장
- 1952년 12월 10일 무성을지무공훈장
- 1953년 9월 11일 육군총참모장 공로표창장
- 1955년 6월 27일 미국 공로훈장(Legion of Merit)
- 을지무공훈장
- 1959년 4월 8일 육군참모총장 공로표창장
- 방위 포장
- 1982년 3월 25일 덴마크 적십자 기장

## 가족 관계
부인 이모임에게서 5남 1녀를 두었다. 그러나 두 아들은 그가 1930년 영국으로 다시 떠났을 때 사망하였다. 그의 동생인 윤치창은 독립운동가 손정도의 딸이자 역시 독립운동가이며 해군 제독인 손원일의 누나 손진실과 결혼하였다.

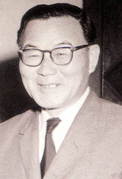

|  |  |                               |                               |                               |                               |                               |                               |                      |                      |                      |                      |  |  |  |  |                                    |                                    |                                    |                                    |                                    |                                    |                                    |                                    |                                    |                                    |                                    |                                    |                                    |                                    | 윤취동 (尹取東) 1798~1863          |                                    |  |  |                           |                           |                           |                           |                           |                           |                           |                           |                                    |                                    |                                    |                                    |                                                  |                                                  |                                                  |                                                  |                                                  |                                                  |  |  |  |  |                           |                           |                           |                           |                           |                           |  |  |                       |                       |                       |                       |                       |                       |
|  |  |                               |                               |                               |                               |                               |                               |                      |                      |                      |                      |  |  |  |  |                                    |                                    |                                    |                                    |                                    |                                    |                                    |                                    |                                    |                                    |                                    |                                    |                                    |                                    |                                    |                                    |  |  |                           |                           |                           |                           |                           |                           |                           |                           |                                    |                                    |                                    |                                    |                                                  |                                                  |                                                  |                                                  |                                                  |                                                  |  |  |  |  |                           |                           |                           |                           |                           |                           |  |  |                       |                       |                       |                       |                       |                       |
|  |  |                               |                               |                               |                               |                               |                               |                      |                      |                      |                      |  |  |  |  |                                    |                                    |                                    |                                    |                                    |                                    |                                    |                                    |                                    |                                    |                                    |                                    |                                    |                                    |                                    |                                    |  |  |                           |                           |                           |                           |                           |                           |                           |                           |                                    |                                    |                                    |                                    |                                                  |                                                  |                                                  |                                                  |                                                  |                                                  |  |  |  |  |                           |                           |                           |                           |                           |                           |  |  |                       |                       |                       |                       |                       |                       |
|  |  | 전주이씨 (全州李氏) 1844~1936 | 전주이씨 (全州李氏) 1844~1936 | 전주이씨 (全州李氏) 1844~1936 | 전주이씨 (全州李氏) 1844~1936 | 전주이씨 (全州李氏) 1844~1936 | 전주이씨 (全州李氏) 1844~1936 |                      |                      |                      |                      |  |  |  |  |                                    |                                    |                                    |                                    | 반계 윤웅렬 (磻溪尹雄烈) 1840~1911 | 반계 윤웅렬 (磻溪尹雄烈) 1840~1911 | 반계 윤웅렬 (磻溪尹雄烈) 1840~1911 | 반계 윤웅렬 (磻溪尹雄烈) 1840~1911 | 반계 윤웅렬 (磻溪尹雄烈) 1840~1911 | 반계 윤웅렬 (磻溪尹雄烈) 1840~1911 |                                    |                                    |                                    |                                    |                                    |                                    |  |  |                           |                           | 김정순 (金貞淳) 1879~1959 | 김정순 (金貞淳) 1879~1959 | 김정순 (金貞淳) 1879~1959 | 김정순 (金貞淳) 1879~1959 | 김정순 (金貞淳) 1879~1959 | 김정순 (金貞淳) 1879~1959 |                                    |                                    |                                    |                                    | 연구 윤영렬 (蓮龜尹英烈) 1854~1939 윤영렬 가계도 | 연구 윤영렬 (蓮龜尹英烈) 1854~1939 윤영렬 가계도 | 연구 윤영렬 (蓮龜尹英烈) 1854~1939 윤영렬 가계도 | 연구 윤영렬 (蓮龜尹英烈) 1854~1939 윤영렬 가계도 | 연구 윤영렬 (蓮龜尹英烈) 1854~1939 윤영렬 가계도 | 연구 윤영렬 (蓮龜尹英烈) 1854~1939 윤영렬 가계도 |  |  |  |  | 한진숙 (韓鎭淑) 1851~1938 | 한진숙 (韓鎭淑) 1851~1938 | 한진숙 (韓鎭淑) 1851~1938 | 한진숙 (韓鎭淑) 1851~1938 | 한진숙 (韓鎭淑) 1851~1938 | 한진숙 (韓鎭淑) 1851~1938 |  |  | 윤씨 (尹氏) 1835~1920 | 윤씨 (尹氏) 1835~1920 | 윤씨 (尹氏) 1835~1920 | 윤씨 (尹氏) 1835~1920 | 윤씨 (尹氏) 1835~1920 | 윤씨 (尹氏) 1835~1920 |
|  |  | 전주이씨 (全州李氏) 1844~1936 | 전주이씨 (全州李氏) 1844~1936 | 전주이씨 (全州李氏) 1844~1936 | 전주이씨 (全州李氏) 1844~1936 | 전주이씨 (全州李氏) 1844~1936 | 전주이씨 (全州李氏) 1844~1936 |                      |                      |                      |                      |  |  |  |  |                                    |                                    |                                    |                                    | 반계 윤웅렬 (磻溪尹雄烈) 1840~1911 | 반계 윤웅렬 (磻溪尹雄烈) 1840~1911 | 반계 윤웅렬 (磻溪尹雄烈) 1840~1911 | 반계 윤웅렬 (磻溪尹雄烈) 1840~1911 | 반계 윤웅렬 (磻溪尹雄烈) 1840~1911 | 반계 윤웅렬 (磻溪尹雄烈) 1840~1911 |                                    |                                    |                                    |                                    |                                    |                                    |  |  |                           |                           | 김정순 (金貞淳) 1879~1959 | 김정순 (金貞淳) 1879~1959 | 김정순 (金貞淳) 1879~1959 | 김정순 (金貞淳) 1879~1959 | 김정순 (金貞淳) 1879~1959 | 김정순 (金貞淳) 1879~1959 |                                    |                                    |                                    |                                    | 연구 윤영렬 (蓮龜尹英烈) 1854~1939 윤영렬 가계도 | 연구 윤영렬 (蓮龜尹英烈) 1854~1939 윤영렬 가계도 | 연구 윤영렬 (蓮龜尹英烈) 1854~1939 윤영렬 가계도 | 연구 윤영렬 (蓮龜尹英烈) 1854~1939 윤영렬 가계도 | 연구 윤영렬 (蓮龜尹英烈) 1854~1939 윤영렬 가계도 | 연구 윤영렬 (蓮龜尹英烈) 1854~1939 윤영렬 가계도 |  |  |  |  | 한진숙 (韓鎭淑) 1851~1938 | 한진숙 (韓鎭淑) 1851~1938 | 한진숙 (韓鎭淑) 1851~1938 | 한진숙 (韓鎭淑) 1851~1938 | 한진숙 (韓鎭淑) 1851~1938 | 한진숙 (韓鎭淑) 1851~1938 |  |  | 윤씨 (尹氏) 1835~1920 | 윤씨 (尹氏) 1835~1920 | 윤씨 (尹氏) 1835~1920 | 윤씨 (尹氏) 1835~1920 | 윤씨 (尹氏) 1835~1920 | 윤씨 (尹氏) 1835~1920 |
|  |  |                               |                               |                               |                               |                               |                               |                      |                      |                      |                      |  |  |  |  |                                    |                                    |                                    |                                    |                                    |                                    |                                    |                                    |                                    |                                    |                                    |                                    |                                    |                                    |                                    |                                    |  |  |                           |                           |                           |                           |                           |                           |                           |                           |                                    |                                    |                                    |                                    |                                                  |                                                  |                                                  |                                                  |                                                  |                                                  |  |  |  |  |                           |                           |                           |                           |                           |                           |  |  |                       |                       |                       |                       |                       |                       |
|  |  |                               |                               |                               |                               |                               |                               |                      |                      |                      |                      |  |  |  |  |                                    |                                    |                                    |                                    |                                    |                                    |                                    |                                    |                                    |                                    |                                    |                                    |                                    |                                    |                                    |                                    |  |  |                           |                           |                           |                           |                           |                           |                           |                           |                                    |                                    |                                    |                                    |                                                  |                                                  |                                                  |                                                  |                                                  |                                                  |  |  |  |  |                           |                           |                           |                           |                           |                           |  |  |                       |                       |                       |                       |                       |                       |
|  |  |                               |                               |                               |                               | 친 누이동생 (花峴妹)          | 친 누이동생 (花峴妹)          | 친 누이동생 (花峴妹) | 친 누이동생 (花峴妹) | 친 누이동생 (花峴妹) | 친 누이동생 (花峴妹) |  |  |  |  | 좌옹 윤치호 (佐翁尹致昊) 1865~1945 | 좌옹 윤치호 (佐翁尹致昊) 1865~1945 | 좌옹 윤치호 (佐翁尹致昊) 1865~1945 | 좌옹 윤치호 (佐翁尹致昊) 1865~1945 | 좌옹 윤치호 (佐翁尹致昊) 1865~1945 | 좌옹 윤치호 (佐翁尹致昊) 1865~1945 |                                    |                                    |                                    |                                    | 남포 윤치왕 (南圃尹致旺) 1895~1982 | 남포 윤치왕 (南圃尹致旺) 1895~1982 | 남포 윤치왕 (南圃尹致旺) 1895~1982 | 남포 윤치왕 (南圃尹致旺) 1895~1982 | 남포 윤치왕 (南圃尹致旺) 1895~1982 | 남포 윤치왕 (南圃尹致旺) 1895~1982 |  |  | 윤치창 (尹致昌) 1899~1973 | 윤치창 (尹致昌) 1899~1973 | 윤치창 (尹致昌) 1899~1973 | 윤치창 (尹致昌) 1899~1973 | 윤치창 (尹致昌) 1899~1973 | 윤치창 (尹致昌) 1899~1973 |                           |                           | 손진실 (孫眞實) 홍정욱 가계도 참조 | 손진실 (孫眞實) 홍정욱 가계도 참조 | 손진실 (孫眞實) 홍정욱 가계도 참조 | 손진실 (孫眞實) 홍정욱 가계도 참조 | 손진실 (孫眞實) 홍정욱 가계도 참조               | 손진실 (孫眞實) 홍정욱 가계도 참조               |                                                  |                                                  |                                                  |                                                  |  |  |  |  |                           |                           |                           |                           |                           |                           |  |  |                       |                       |                       |                       |                       |                       |
|  |  |                               |                               |                               |                               | 친 누이동생 (花峴妹)          | 친 누이동생 (花峴妹)          | 친 누이동생 (花峴妹) | 친 누이동생 (花峴妹) | 친 누이동생 (花峴妹) | 친 누이동생 (花峴妹) |  |  |  |  | 좌옹 윤치호 (佐翁尹致昊) 1865~1945 | 좌옹 윤치호 (佐翁尹致昊) 1865~1945 | 좌옹 윤치호 (佐翁尹致昊) 1865~1945 | 좌옹 윤치호 (佐翁尹致昊) 1865~1945 | 좌옹 윤치호 (佐翁尹致昊) 1865~1945 | 좌옹 윤치호 (佐翁尹致昊) 1865~1945 |                                    |                                    |                                    |                                    | 남포 윤치왕 (南圃尹致旺) 1895~1982 | 남포 윤치왕 (南圃尹致旺) 1895~1982 | 남포 윤치왕 (南圃尹致旺) 1895~1982 | 남포 윤치왕 (南圃尹致旺) 1895~1982 | 남포 윤치왕 (南圃尹致旺) 1895~1982 | 남포 윤치왕 (南圃尹致旺) 1895~1982 |  |  | 윤치창 (尹致昌) 1899~1973 | 윤치창 (尹致昌) 1899~1973 | 윤치창 (尹致昌) 1899~1973 | 윤치창 (尹致昌) 1899~1973 | 윤치창 (尹致昌) 1899~1973 | 윤치창 (尹致昌) 1899~1973 |                           |                           | 손진실 (孫眞實) 홍정욱 가계도 참조 | 손진실 (孫眞實) 홍정욱 가계도 참조 | 손진실 (孫眞實) 홍정욱 가계도 참조 | 손진실 (孫眞實) 홍정욱 가계도 참조 | 손진실 (孫眞實) 홍정욱 가계도 참조               | 손진실 (孫眞實) 홍정욱 가계도 참조               |                                                  |                                                  |                                                  |                                                  |  |  |  |  |                           |                           |                           |                           |                           |                           |  |  |                       |                       |                       |                       |                       |                       |

조카 윤보선
(그는 대한민국의 제4대 대통령을 지냈다.)
- 할아버지 : 윤취동(尹取東, 1798년 ~ 1863년)
- 할머니 : 고령신씨(高靈申氏, ? - ?)
- 할머니 : 안동김씨(安東金氏, 1800년? - 1900년 10월, 아버지 윤웅렬, 숙부 윤영렬의 생모)
  - 고모 : 해평윤씨(1835년 ~ 1920년)
  - 고모부: 이원시(李源始, 본관은 용인)
    - 고종사촌누나 : 용인이씨, 이어령의 조모
    - 고종사촌매부 : 이정구(李鼎九), 이어령의 조부
- 아버지: 윤웅렬(尹雄烈, 1840년 4월 17일 - 1911년 9월 22일)
- 어머니: 김정순(金貞淳, 1879년 3월 15일 - 1959년 11월 16일)
  - 형: 이름 미상, 요절[47]
  - 동생: 윤치창(尹致昌, 1899년 3월 5일 ~ 1973년 10월 1일)
  - 제수: 손진실(孫眞實, 1901년 - 1990년, 다른 이름은 원미(元美), 독립운동가 겸 대한민국 임시의정원 의장 손정도의 딸)
- 부인: 이모임(李慕姙, 다른 이름은 이모희(李慕姬), 1893년 8월 17일 - 1971년 1월 24일, 중추원 의관 이희덕(李熙悳)의 딸, 창씨명은 伊東慕姙)
  - 딸: 윤선희(尹善姬, 1912년 9월 29일 - 1989년) - 장석윤(張錫潤, 1904년[48] - 2004년 1월 16일, 제7대 내무부장관)과 결혼.
    - 외손녀: 장예순
    - 외손녀사위: 정규진(기업인, 정재호 전 삼호그룹 총수의 장남[48], 제주축산 대표[48])
    - 외손녀:장의순
    - 외손녀 사위: 심상필(1936년 8월 16일 - , 홍익대학교 총장[48])
    - 외손녀 : 장은순
    - 외손녀 사위: 박태규(연세대 교수)
    - 외손녀 : 장혜순
    - 외손녀 사위: 이종오(李鍾旿, 1948년 3월 22일 - ), 계명대학교 사회과학대학 사회학과 교수, 노무현정부 인수위원회 국민참여센터 본부장 역임.[49]

  - 아들: 윤정선(1928년 - 1931년)
  - 아들: 윤경선(1930년 - 1931년)
  - 아들: 윤도선(尹燾善, 1932년 3월 5일 - )
  - 며느리: 한정기
    - 손자 : 윤범구
    - 손자며느리 : 정은택
    - 손자 : 윤양구
    - 손자며느리 : 전혜원
    - 손자 : 윤준구
    - 손자며느리 : 이병희

  - 아들: 윤훈선(尹薰善, 1934년 6월 26일 - )
  - 아들: 윤연선(尹然善, 1936년 1월 11일 - )
  - 며느리: 박선영(朴宣泳, 다른 이름은 박명자)
    - 손자: 윤만구(尹晩求)
    - 손자며느리 : 임민희
    - 손녀: 윤경구(尹暻求)
    - 손녀 사위 : 최혁
    - 손녀: 윤현구(尹眩求)
    - 손녀 사위: 김인호
- 어머니: 전의이씨(全義李氏[50], 1838년 6월 9일 - 1907년 3월 4일)
  - 이복 누나 : 해평윤씨
  - 이복 매형 : 김충현(金忠鉉, 광산김씨)
- 어머니: 전주 이씨(全州李氏[51], 1844년 9월 27일 - 1936년 2월 12일)
  - 이복 누나 : 윤경희(尹慶姬, 1862년 - 1931년)
  - 이복 매형 : 김재극(金在極, 언양김씨), 군수 김화영(金華榮)의 아들
  - 이복 형: 윤치호(尹致昊, 1865년 1월 23일 ~ 1945년 12월 9일)
    - 이복 조카: 윤영선(尹永善, 알렌(Allen[52]) 1896년 12월 25일 - 1988년 2월 6일) 제3대 농림부장관
    - 이복 조카: 윤광선(尹光善, 샌들러(Candller[52]), 1898년 11월 17일 - 1950년?) 6·25 전쟁 중 납북, 남궁억의 사위.
    - 이복 조카: 윤기선(尹琦善 1921년 - ) 미국에서 피아니스트 활동
- 서모: 다옥(茶玉, ? - ?, 아버지 윤웅렬의 기생 출신 소실)
- 서모: 이름 미상
  - 이복 형: 윤달용(尹達龍, 1894년 - ?)
- 장인: 이희덕(李熙悳, 1869년 - 1934년 2월 9일)
- 숙부: 윤영렬(尹英烈, 1854년 음력 4월 15일 - 1939년 양력 11월 4일)
  - 사촌 형 : 윤치오(尹致旿, 1869년 음력 8월 5일 - 1949년 양력 12월 2일)
  - 사촌 형 : 윤치소(尹致昭, 1871년 음력 8월 25일 - 1944년 양력 2월 20일)
    - 5촌 조카: 前 대통령 윤보선(尹潽善, 1897년 8월 26일 - 1990년 7월 18일), 대한민국 제4대 대통령

  - 사촌 동생: 윤치영(尹致暎, 1898년 2월 10일 - 1996년 2월 9일), 前 국회부의장, 前 내무부장관, 前 서울특별시장
- 사돈 : 정재호(1912년 - 2005년 1월 21일), 기업인, 동화통신 창업주, 계명대학교 재단 이사장

## 평가
근대 의학계에 있어서 독특한 존재라는 평도 있다. '윤치왕에게서 보이는 영국 유학을 통한 서양의학 학습, 사립과 관립 기관을 넘어서는 활동 경력, 군의관이라는 행정 경험 등은 서양 의학 수용의 초기 세대들이 일반적으로 가지지 못한 독특한 모습이었다.'는 평가도 있다.

## 기타
그의 조카 윤일선(사촌 윤치오의 아들)과 윤유선(윤치명의 아들)이 의사였다. 또한 윤일선의 아들 윤탁구와 그의 동생 윤종구도 의사였다.
어릴 적부터 외국에서 생활했던 윤치왕은 중국어, 일본어, 영어를 자유자재로 구사할 수 있었다.
그의 아들 윤도선은 서울 재동초등학교에 입학했는데, 동생 윤치창의 아들 윤종선, 이복 형 윤치호의 딸 윤문희의 둘째 아들이 소학교 동창이었다.

## 참고 자료
- 박형우·홍정완·박윤재, 〈윤치왕의 생애와 의료 활동〉, 대한의사학회, 《의사학 제17권 제2호(통권 제33호) 2008년 12월》 (대한의사학회, 2008) pp. 205~222
- 정구충, 《한국 의학의 개척자》 (동방도서, 1985) pp. 644~649

## 같이 보기
| - 대한의학협회 - 대한산부인과학회 - 연희전문학교 - 세브란스 - 한국전쟁 - 윤일선 - 윤영선 - 윤유선 - 산부인과 - 세브란스병원 - 윤치호 - 윤보선 - 윤치영 - 윤연선 - 윤치병 | - 한국 전쟁 - 제1공화국 - 제2공화국 - 육군군의학교 - 이승만 - 장석윤 - 장면 - 김규식 - 대한민국 국군 - 의무대 - 박정희 - 윤기선 - 윤장선 - 이용설 | - 호러스 뉴튼 알렌 - 호러스 그랜트 언더우드 - 알프레드 어빙 러들로 - 루이스 헨리 세브란스 - 제중원 - 연세대학교 병원 - 남궁억 - 손정도 - 손원일 - 안창호 - 윤치창 - 최병현 |

## 관련 서적
- 정구충, 《한국 의학의 개척자》 (동방도서, 1985)
- 윤치호, 《윤치호 일기:1916-1943》 (윤치호 지음, 김상태 편 옮김, 역사비평사, 2001)
- 윤치왕, 《월경통》 (한국의약사, 1959)
- 윤치왕, 《국가와 국민보건》(아주약품주식회사 학술부 발행, 1959)
- 대한의사학회, 의사학 제17권 제2호(통권 제33호, 2008년 12월) (대한의사학회, 2008)
- 윤치왕, <상이군인원호 기능의 현황>, 《상이군인원호의 현황과 장래》 (국방부 정훈국, 1952) 58~63면
- 김학은, 《루이스 헨리 세브란스 그의 생애와 시대》 (연세대학교출판부 펴냄, 2008)
- 오긍선선생기념사업회, 《해관 오긍선》 (연세대학교 출판부, 1977)
- 서울대학교 한국의학인물사, 《한국의학인물사》 (태학사, 2008)
- 이선호, 《세월 속의 서북간도와 조선인, 나의 생활》 (이지북스, 2005)
- 이유복·박형우, 《알프레드 어빙 러들로의 생애》 (연세대학교출판부 펴냄, 2000)
- 유병서, 《명의열전 2》 (박문각, 1999)